# Tōichi Katō
Tōichi Katō (加藤 東一, Katō Tōichi, 6 janvier 1916 – 3 décembre 1996) est un peintre japonais de style nihonga et président du conseil de la Nitten, importante conférence japonaise d'art. À Gifu, préfecture de Gifu, un musée est consacré à ses œuvres ainsi qu'à celles de son frère ainé, Eizō Katō.

## Biographie
Il naît à Mitono-machi, dans la préfecture de Gifu, le cinquième fils d'un marchand de laque. Il étudie à la Junior High School de Gifu, d’où il sort diplômé en 1934. Il poursuit ses études à partir de 1941 à l'école des beaux-arts de Tokyo, dans le département des études nihon-ga. Il reçoit son diplôme en 1947, et présente sa première œuvre (白暮) à la troisième exposition annuelle de l'Académie japonaise d'art, qui la sélectionne.
L'Eizō & Tōichi Katō Memorial Art Museum ouvre en 1991 à Gifu. Deux ans plus tard, Tōichi Katō achève la cloison de séparation pour la grande alcôve du Kinkaku-ji. Il obtient en 1995 la reconnaissance du Japon pour sa « contribution exceptionnelle à la culture », puis devient en 1996 citoyen d'honneur de Gifu.
Il meurt la même année de pneumonie à l'âge de 80 ans, et sera nommé en 1997 citoyen d'honneur à titre posthume de Fujisawa, préfecture de Kanagawa.

## Source de la traduction
- (en) Cet article est partiellement ou en totalité issu de l’article de Wikipédia en anglais intitulé « Tōichi Katō » (voir la liste des auteurs).
- Notices d'autorité :   - VIAF
  - ISNI
  - LCCN
  - Japon
  - CiNii
  - WorldCat